# Pierre Massé
Pour les articles homonymes, voir Pierre Massé (homonymie) et Massé.
Cet article possède un paronyme, voir Pierre Masse.
Pierre Benjamin Daniel Massé, né le 13 janvier 1898 à Paris et mort le 15 décembre 1987 dans la même ville,, est un économiste et haut fonctionnaire français.

## Biographie
En 1916, il est reçu à l'École polytechnique ainsi qu'à l'École normale supérieure. Pierre Massé est ingénieur des ponts et chaussées et docteur ès sciences.
Il commence sa carrière en 1928 dans l'industrie électrique, où il construit plusieurs usines hydro-électriques. Il devient directeur de l'équipement en 1946 puis directeur général adjoint d'Électricité de France en 1948 et président d'Électricité de Strasbourg en 1957-58.
Il est nommé commissaire général du Plan par le président Charles de Gaulle en 1959, fonction qu'il occupe jusqu'en 1966. Il est président du conseil d’administration d'Électricité de France de 1965 à 1969 et professeur associé à la faculté de droit de Paris de 1965 à 1967. Il est maire de Pontpoint entre 1968 et 1971. Il est le premier président de la Fondation de France de 1969 à 1973. Il est élu membre de l'Académie des sciences morales et politiques en 1977.
Il a aussi été administrateur du Crédit foncier de France, de la Société Peugeot, de la banque Louis Dreyfus et Cie, professeur associé à la faculté de droit de Paris (1965-67).
En économie, Pierre Massé s'intéresse à la théorie de l'amortissement économique, à la théorie de la programmation dynamique et à la théorie de la productivité globale des facteurs, et en mathématiques au principe du minimum de Pontryagin.
Il a été décoré grand officier de la Légion d'honneur, et Croix de guerre 1914-1918.

## Principales publications
- Hydrodynamique fluviale, régimes variables (1943)
- Les Réserves et la régulation de l'avenir dans la vie économique (1946); 2 volumes
- Le Choix des investissements, critères et méthodes (1959)
- Le Plan, ou l'Anti-hasard (1965 ; 1991)
- Les Dividendes du progrès (1969)
- La Crise du développement (1973)
- Des Pas sur le sable (1977)
- Aléas et progrès : entre Candide et Cassandre (1984)

## Postérité

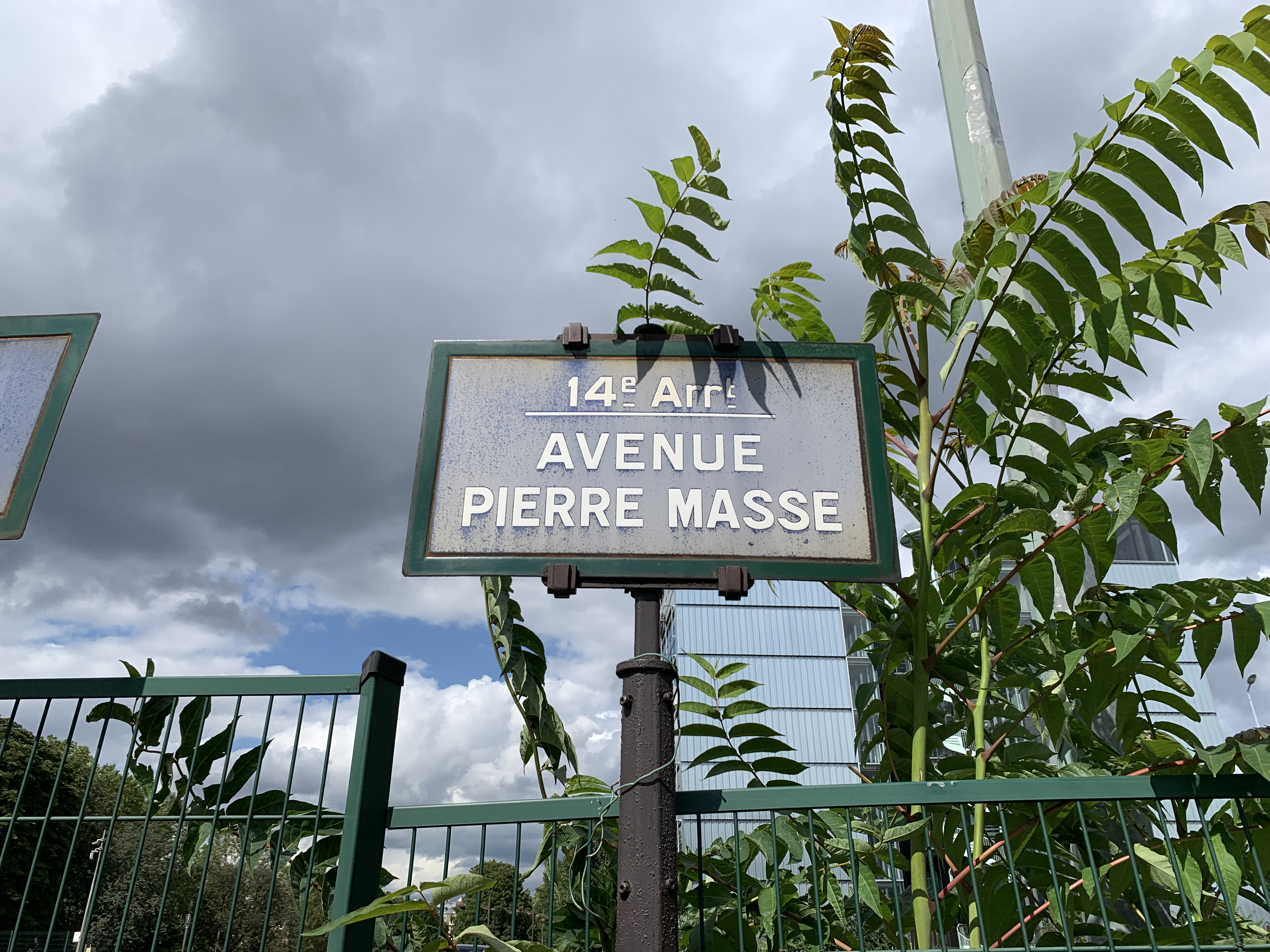

Son nom a été donné a des avenues, notamment à Paris et à Pau. 